# Machaerota esakii
Machaerota esakii is een halfvleugelig insect uit de familie Machaerotidae. De wetenschappelijke naam van deze soort is voor het eerst geldig gepubliceerd in 1939 door Kato.